# Anne François Augustin de La Bourdonnaye
 (juin 2014).
Si vous disposez d'ouvrages ou d'articles de référence ou si vous connaissez des sites web de qualité traitant du thème abordé ici, merci de compléter l'article en donnant les références utiles à sa vérifiabilité et en les liant à la section « Notes et références ».
Pour les articles homonymes, voir famille de La Bourdonnaye.
Anne François Augustin vicomte de La Bourdonnaye, né à Guérande le 18 juillet 1745 et mort à Dax le 6 octobre 1793, est un général français.

## Biographie
Fils de Jacques Anne de La Bourdonnaye de Bois-Hullin, procureur général syndic des États de Bretagne, il grandit au château de Lauvergnac et se marie le 22 décembre 1778 avec Élisabeth Joséphine de Mauger, fille de Laurent de Mauger, ancien capitaine des Dragons et propriétaire terrien à Saint Domingue[réf. souhaitée].
Ils ont deux enfants, François Auguste, né le 8 mai 1782 et Marie Joséphine, née le 15 février 1788[réf. souhaitée].

### Débuts de carrière militaire
Anne François Augustin de La Bourdonnaye s'engage au service du roi au régiment des Gardes-Lorraine Infanterie comme enseigne le 20 juillet 1761. C'est avec cette unité qu'il participe aux batailles de Fillinghausen en 1761 et Amoenebourg en 1762. S'étant distingué à plusieurs occasions, il est fait lieutenant le 18 janvier 1762, puis sous aide major le 10 février 1764 avant d'être promu capitaine de cavalerie en 1769[réf. souhaitée].
Devenu colonel en 1771 il est envoyé dans les Alpes sous les ordres du général Bourcet, où il étudie les places fortes et les positions militaires de cette partie des frontières françaises. Il parcourt ensuite dans le même but la Suisse, l'Allemagne et l'Italie. Il sert ensuite successivement à Saumur et Metz "pour apprendre le service de la cavalerie à la suite des Carabiniers"[réf. souhaitée].
En 1776 il est colonel en second du Régiment de La Sarre et obtient le grade de brigadier d'Infanterie le 1er janvier 1784. C'est durant cette période qu'il se marie le 22 décembre 1778[réf. souhaitée].
C'est à  cette époque qu'il devient sous-gouverneur des ducs d'Angoulême et de Berry, fonction qu'il exercera jusqu'à l'émigration des princes. François René de Chateaubriand le cite dans ses Mémoires sur le Duc de Berry : « Ce fut dans cette solitude, tout auprès des pompes de Versailles qui devaient bientôt cesser, que M. le duc de Sérent prépara sans le savoir contre les rigueurs de l'infortune ceux (note : les jeunes princes Berry et Angoulême) qu'il ne croyait avoir à défendre que des séductions de la prospérité. Les sous-gouverneurs des jeunes princes furent MM. de Buffevent, de La Bourdonnaye et d'Arbouville »[réf. souhaitée].

### Général
Nommé maréchal de camp depuis le 9 mars 1788, il devient au début de la révolution major général de la Garde nationale de Nantes, puis commissaire pour la formation du département de Loire inférieure en 1790. Il est ensuite employé en 1791 comme maréchal de camp à la 13e Division à Belle Isle et à Brest[réf. souhaitée].
Promu lieutenant général le 22 mai 1792 puis général d'armée le 6 octobre suivant, il est nommé commandant en chef de l'armée du Nord, abandonnée par Dumouriez parti au-devant des troupes du roi de Prusse, en Champagne. Lille est alors assiégée et bombardée par les Autrichiens. Le général, arrivé à Douai le 28 septembre, réunit les troupes sur place et marche vers Lille qu'il atteint le 12 octobre et qu'il délivre. Il est ainsi venu renforcer les bataillons lillois commandés par Ovigneur et Niquet.  Il chasse ensuite les Autrichiens du bord de la Lys, puis après les avoir battus à Warneton, il entre en Belgique où il s'empare de Tournai le 8 novembre, de Gand le 12 novembre et occupe le 18 novembre Furnes, Ypes et Bruges, tandis que l'avant-garde de son armée arrive à Anvers dont la citadelle se rend quatre jours plus tard[réf. souhaitée]. 
C'est alors qu'une mésentente éclate avec Dumouriez : le général de La Bourdonnaye soutenait qu'il fallait que la République perçoive les impôts belges à son profit, tandis que Dumouriez prétendait que ce serait « entacher nos opérations militaires d'un vernis de bassesse et de vénalité ». De La Bourdonnaye s'en plaignit au ministre, tandis que Dumouriez écrivit de son côté que « La Bourdonnaye entrave ses opérations et fait tout pour amener la guerre civile en Belgique ». Le ministre de la Guerre Pache décide donc le rappel du général de La Bourdonnaye qu'il nomme commandant de la frontière du Nord où il est chargé de surveiller les côtes de Dunkerque et Calais lorsque la guerre maritime se déclenche[réf. souhaitée]. 
En janvier 1793 on le nomme commandant en chef de l'Armée des côtes qui n'existait pas encore et qui devait agir contre les Bretons et les Vendéens révoltés contre la Convention. Il est à Rouen quand il reçoit le 19 mars suivant l'ordre de se rendre à Rennes pour réprimer les troubles qui s'y développent. Nantes était alors quasi assiégée par les Vendéens. La Bourdonnaye, arrivé sur place et constatant la situation, informa la convention qu'il n'avait trouvé sur place aucune force disponible à leur opposer. Mais quelques jours plus tard, il annonça un avantage remporté par Beysser, commandant de Nantes[réf. souhaitée].
Bourdon de l'Oise l'accusa alors d'avoir sans raison fait porter en arrière 500 hommes des nouvelles troupes envoyées par les commissaires du département de la Manche. Un décret de la Convention le mande aussitôt à Paris pour qu'il s'explique. Il parvient à se justifier lors de la séance du 16 mai, mais il avait déjà perdu son commandement[réf. souhaitée].
Le 4 juin 1793 il est envoyé à l'Armée des Pyrénées-Occidentales avec le grade de général de division. Après plusieurs engagements avec les Espagnols commandés par Don Ventura, il les bat le 13 juillet à la Croix des Bouquets et les oblige à repasser la Bidassoa. Le 23 juillet il repousse un détachement espagnol d'environ « 3 000 hommes (qui) avaient passé la Bidassoa vers les 2 ou 3 heures de l'après-midi avec quelques pièces de canons » et fait plusieurs tués et prisonniers. Pendant qu'il chassait les Espagnols de France, de nouvelles accusations vinrent le frapper, tandis que sa femme et ses enfants étaient arrêtés et déportés à Blois[réf. souhaitée].

### « Ce climat me tue »
Le 17 août 1793 il écrit à un membre du Comité de Salut Public « J'ai prié le ministre de la Guerre de m'employer ailleurs qu'au Sud (…). Le service actif et utile que j'ai fait à Saint Jean de Luz, en juillet et jusqu'au 15 août a dérangé totalement ma santé et aggravé des maux de reins, autrefois supportable. Je vais à 8 lieues de Bayonne prendre les Bains de Dax, département des Landes, mais le climat de ce pays me tue. Il n'y avait point d'officiers généraux d'arrivés, j'ai fait le métier de plusieurs : je demande à être employé à la Rochelle, ou le Havre, Calais, Sedan, Metz, Strasbourg, Besançon, assurément voilà de la marge ». Le 6 octobre 1793, après avoir demandé en vain sa mutation, il meurt à Dax où il était allé « prendre les bains » comme le lui avait conseillé son médecin[réf. souhaitée]. 
Le capitaine Vallée du 19e régiment de chasseurs à cheval annonçait ainsi sa mort au citoyen ministre de la guerre « …ce brave général, quoique d'une caste généralement proscrite comme ennemie de notre sainte révolution, avait des sentiments digne d'un (…) loyal républicain »[réf. souhaitée].

### Épilogue
Grâce à son gendre, René Félicité Geffroy de Villeblanche, la veuve du général qui vivait « dans la plus grande indigence » obtiendra le 24 messidor de l'an XI une pension de 1 900 francs par an[réf. souhaitée].
En 1912 le conseil municipal de Lille décida d'attribuer à une voie publique de la commune au Lys rouge la dénomination de Général Anne de La Bourdonnaye.